# Hoved
Hovedet er i anatomiens verden den del af et dyr, der bærer munden, hjernen og andre sanseorganer (f.eks. syns-, lugte-, høre- og smagsorganer). De simpleste dyr har ikke noget hoved, men de fleste har det dog. Hos hvirveldyrene er indholdet af hovedet beskyttet af sammenvoksede og omkransende knogler, der tilsammen kaldes kraniet, som er forbundet med rygraden. Forsiden af et menneskehovedet kaldes ansigtet.
| Anatomi | Spire Denne artikel om anatomi er en spire som bør udbygges. Du er velkommen til at hjælpe Wikipedia ved at udvide den. |